# Бойко, Оксана Сергеевна
Оксана Сергеевна Бойко (родилась 23 июля 1977 года) — российская хоккеистка (хоккей на траве), мастер спорта России международного класса.

## Карьера
Выступает на позиции вратаря. Один из самых опытных игроков сборной: по состоянию на 17 марта 2012 года (перед квалификацией к турниру на Олимпиаду в Лондоне) провела 88 игр. Участвовала в чемпионате и кубке мира 2002 года. В чемпионате России выступала ранее за сборную Москвы и «Дончанку». Чемпионка России 2010 года.